# Robert Werle
Robert Antoni Werle (ur. 10 września 1954 w Lublinie, zm. 27 grudnia 2018) – polski działacz społeczny i menedżer, wiceprezes Zarządu Głównego Polskiego Związku Motorowego, prezes Automobilklubu Wielkopolski.

## Życiorys
Uczęszczał do IX Liceum Ogólnokształcącego w Poznaniu. Absolwent Akademii Wychowania Fizycznego im. Eugeniusza Piaseckiego w Poznaniu – magister turystyki.
Robert Werle związany był z Polskim Związkiem Motorowym od 1978, kiedy podjął pracę w Zarządzie Okręgowym PZM w Poznaniu. W 1980 roku był jednym z inicjatorów społecznego ruchu ratowników drogowych w Wielkopolsce, gdzie był instruktorem ratownictwa drogowego i aktywnym ratownikiem. W 2007 już jako Prezes Automobilklubu Wielkopolski, został wybrany do składu Zarządu Głównego PZM i został członkiem jego Prezydium. W maju 2018 Zarząd Główny powierzył Mu funkcję Wiceprezesa. Od 2007 Robert Werle pełnił również funkcję Przewodniczącego Krajowego Komitetu Organizacyjnego Turniejów Motoryzacyjnych oraz Bezpieczeństwa Ruchu Drogowego. Pełnił też funkcję wiceprezydenta zarządu Wielkopolskiej Izby Przemysłowo-Handlowej.
Zginął 27 grudnia 2018 w wyniku tragicznego wypadku samochodowego. Został pochowany 11 stycznia 2019 na Cmentarzu Junikowskim w Poznaniu.

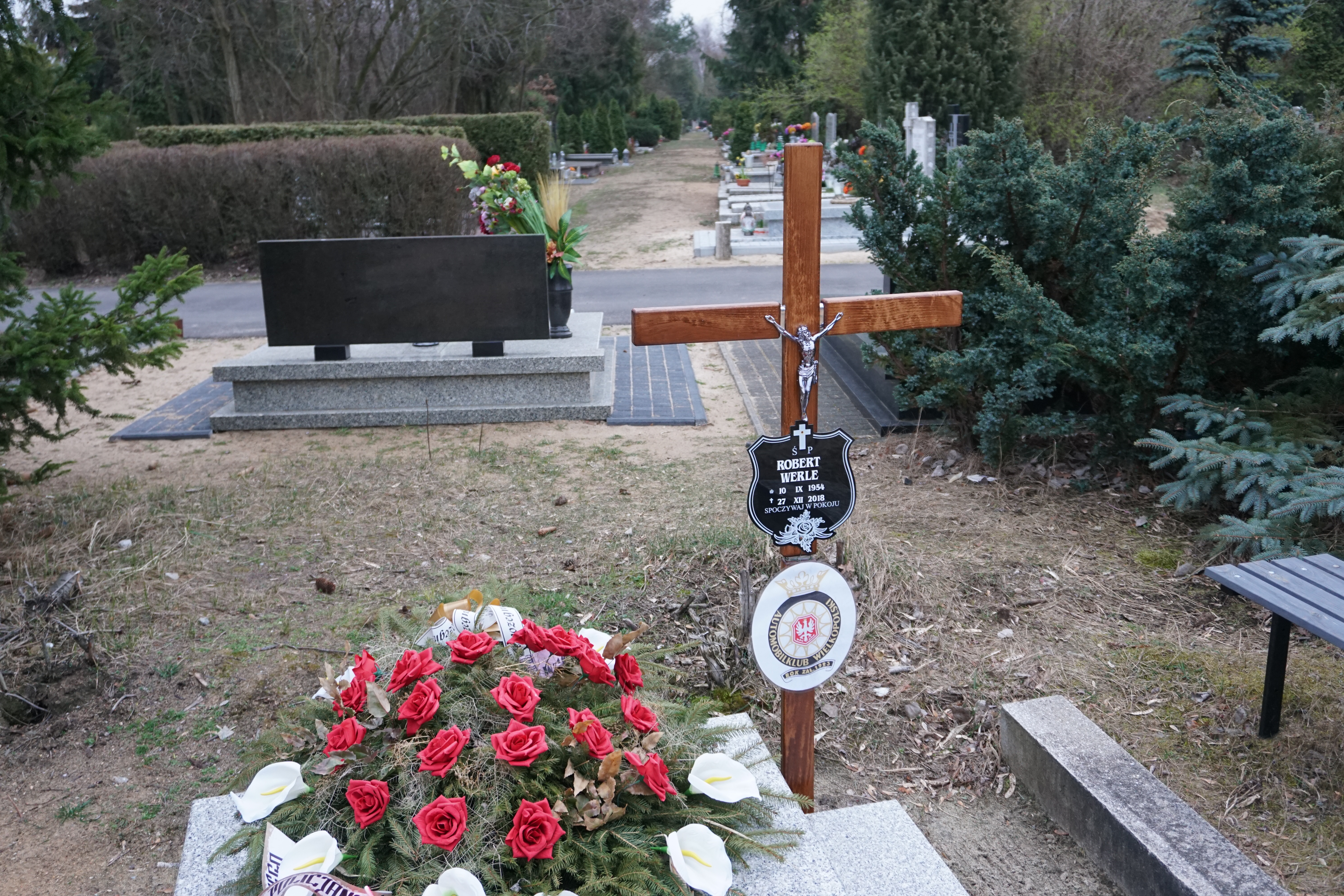
Grób Roberta Werlego na Cmentarzu Junikowskim (stan na marzec 2019)

## Nagrody i odznaczenia
Został wielokrotnie odznaczony, m.in. Złotym Krzyżem Zasługi, Odznaką „Za Zasługi dla Sportu”, Odznaką honorową „Za zasługi dla województwa wielkopolskiego”, Medalem Witolda Celichowskiego, Medalem „Labor Omnia Vincit” czy Tytułem „Zasłużony dla Polskiego Związku Motorowego”. W 2015 wyróżniony Godnością Lidera Pracy Organicznej i otrzymał Statuetkę Honorowego Hipolita.